# Lea (film, 1996)
Pour les articles homonymes, voir Lea.
Pour plus de détails, voir Fiche technique et Distribution.
Lea est un film tchéco-germano-français réalisé par Ivan Fila et sorti en 1996.

## Synopsis
Exploitée et maltraitée, Léa grandit au sein d'une famille dont le père Beno Gahut, un être violent et fruste soupçonne sa femme Élisabeth de l'avoir trompé. Voulant avoir un fils, il viole son épouse. Celle-ci profitant d'un moment de récupération du monstre s'enfuit avec sa fille mais rattrapées, la mère battue à mort par son mari expire en soufflant à son enfant «Écris-moi»
Léa recueillie dans une institution révèle des dons pour la poésie et lorsque son père est condamné, elle est placée par le juge chez des voisins, le couple Gregor et Beata Palty qui survivent en fabriquant et en livrant du bois de chauffage avec l'aide de l'orpheline. Pendant toute la période qu'elle passe chez eux, de sept à vingt et un ans, depuis le cri d'horreur qu'elle a poussé lors du meurtre de sa mère, elle n'a plus prononcé une parole mais écrit à sa mère en disposant ses lettres dans une caverne transformée en chapelle ardente. Élevée à la dure, assurant des travaux domestiques pénibles, elle trouve quand même l'opportunité d'apprendre à jouer du violon et son mutisme n'empêche pas le facteur de lui témoigner une sympathie complice.
En automne de l'année 1991, elle est surveillée depuis un certain temps par un restaurateur de meubles anciens, Herbert Strehlow. Celui-ci va contraindre la famille d'accueil à la vendre en menaçant de l'exproprier d'une part et en proposant une offre d'achat très élevée d'autre part.
Herbert amoureux de Léa, voulant l'épouser, l'emmène dans son manoir. La cour entourée par les dépendances lui sert de champ de tir car c'est un ancien de la légion étrangère dont l'épouse, Sophie, est morte dans un accident de voiture le jour de sa noce. Le mutisme de la jeune femme ajouté à l'incompréhension de son compagnon et sa méconnaissance du passé de la nouvelle venue vont rendre leur cohabitation très difficile. Néanmoins il l'emmène au Danemark pour officialiser un mariage car dans ce pays les formalités sont symboliques.
Il va tout tenter, c'est-à-dire mettre en œuvre tout ce qu'il imagine pour l'apprivoiser: séduction, cadeaux, gestes tendres, chantages divers, brutalités qui peuvent rappeler à la malheureuse ce qu'elle a déjà surmonté dans sa petite enfance. Léa fonctionne comme elle l'a toujours fait mais continue à ne communiquer qu'avec sa mère en postant une grande quantité de lettres et en priant dans une chapelle désaffectée. Herbert ne se décourage pas: il lui achète un violon. Il arrive à soutirer au postier un paquet de lettres que son épouse vient d'envoyer. Il contacte Wanda qui va lui traduire tout ce qu'il a pu récupérer et découvrir que Léa a une forme d'admiration pour lui car elle a compris que, malgré ses maladresses, l'acharnement dont il fait montre est une preuve d'amour. De son côté, la jeune femme cherche à connaître son mari, tout comme, par les traductions et la finesse de Wanda, Herbert va connaître le véritable passé et comprendre le comportement de celle qu'il veut conquérir.
Avec les révélations tout va changer. Il l'emmène dans son village et malgré des sollicitations pour rester au village natal, elle s'abandonne à « son grand ours » ou s'offre « son grand ours » (comme on veut)... 
L'histoire n'est pas finie et la suite comme le début méritent d'être vus. 

## Fiche technique
- Titre : Lea
- Réalisation : Ivan Fila
- Assistants du réalisateur : Marta Borchert et Dana Haack
- Scénario : Ivan Fila et les poèmes sont de Lubomir Feldek
- Musique : Petr Hapka
- Photographie : Vladimir Smutný
- Montage : Ivana Davidová
- Décors : Petr Kunc et Ludvik Siroky
- Effets spéciaux : Jiri Zavrel
- Costumes : Petra Kray
- Maquillages : Libus Beranova, Josef Lojik
- Production : Ivan Fíla, Harald Herzog et Herbert Rimbach
- Société de production : Ivan Fila Filmproduktion, Avista Film, Barrandov Studios, ZDF et Arte
- Pays d'origine :  République tchèque,  Allemagne,  France
- Format : couleurs (Eastmancolor) - 35 mm - 1,85:1 - Son Dolby SR
- Genre : drame, romance
- Durée : 96 minutes
- Dates de sortie : 
  - Septembre 1996 en Italie (Mostra de Venise)
  - 22 mai 1997 en République tchèque

## Distribution
- Stano Danciak : l'hôtelier
- Miroslav Donutil : Gregor Palty
- Ivan Gogál :Beno Gahut, le père de Léa
- Klára Jirsáková : Elisabeth Gahut, la mère de Léa
- Udo Kier : Block, le luthier
- Zuzana Krónerová : Beata Palty
- Mojmir Kucera : Yakoub
- Gerd Lohmeyer : l'employé de la poste
- Ján Melkovic : le chef de gare
- Christian Redl : Herbert Strehlow
- Hanna Schygulla : Wanda
- Oliver Stritzel : un docteur
- Sona Valentová : un docteur
- Herman van Ulzen : le tuteur
- Tereza Vetrovská : Léa Gahut enfant
- Lenka Vlasáková : Léa Gahut adulte
- Jindrich Klaus : cascades

## Distinctions
- 1996 :Prix du cinéma européen
  - Sélectionné dans la catégorie du meilleur jeune réalisateur
- 1997 : Festival Premiers Plans d'Angers
  - Prix du public pour le meilleur long métrage partagé avec le film Le fils d'une mère
  - Prix décerné par la Confédération Internationale des Cinémas d'Art et d'Essai (C.I.C.A.E.)
  - Prix Telcipro partagé avec le film Joli village, jolie flamme
- 1997 : Festival international du cinéma de Bruxelles
  - Prix du public
  - Étoile de cristal du meilleur long métrage européen
- 1997 : Prix du film allemand
  - Sélectionné pour le «Lola» d'or du long métrage étranger
- 1997 : Festival du film de Londres
  - Prix Satyajit Ray
- 1997 : Festival du film Max Ophüls de Sarrebruck
  - Prix du public
- 1997 : Festival international du film de Sotchi
  - Prix de la fédération internationale de la presse cinématographique
- 1997 : festival international du film de Stockholm
  - sélectionné pour le cheval de bronze.
- 1997 : Mostra de Venise 1997
  - Prix de l'Organisation catholique internationale du cinéma (OCIC) avec mention honorable
- 1998 : Cinequest festival du film de San José
  - Prix du meilleur long métrage
  - Sélectionné pour le prix Esprit Maverick
- 1998 : Golden globe à Beverly Hills
  - sélectionné pour le Golden Globe du meilleur film étranger
- 1998 : Lion tchèque
  - Prix du 1er rôle féminin pour Lenka Vlasáková
  - Prix de la meilleure caméra pour Vladimir Smutný
  - Sélectionné pour le prix du meilleur apport artistique avec Petr Kunc et Ludvik Siroky
  - Sélectionné pour le prix du meilleur réalisateur avec Ivan Fila
  - Sélectionné pour le prix du meilleur montage avec Ivana Davidová
  - Sélectionné pour le prix du meilleur film
  - Sélectionné pour le prix du meilleur scénario avec Ivan Fila
  - sélectionné pour le prix du meilleur son avec Marcel Spisak et Max Rammler-Rogall

## Autour du film
- Le DVD du film n'est pas disponible en zone 2. En zone 1 il existe en langue allemande et slovaque avec des sous-titres en langue anglaise.
- Si l'on en croit l'article écrit dans le site cité dans les liens externes, l'histoire aurait pour origine un fait divers survenu en Slovaquie.
- Ce film a été diffusé à la télévision en France sur la chaîne Arte le 13 décembre 1999.
- Page complétée avec les renseignements que l'on trouve sur les pages wikipédia non francophones consacrées à ce film.